# کوواچکووو (شهرستان گنگزنو)
کوواچکووو (به لهستانی:  Kołaczkowo) یک روستا در لهستان است که در گمینا ویتکووو واقع شده‌است.